# Dècada del 1940
La dècada del 1940 comprèn el període d'anys entre el 1940 i el 1949, tots dos inclosos.

## Esdeveniments
- Segona Guerra Mundial (des de 1939)
- 1941 - Els Estats Units entren a la Segona Guerra Mundial
- 1945 - Els Estats Units deixen caure la bomba atòmica contra les ciutats japoneses d'Hiroshima i Nagasaki.
- 1945 - Final de la Segona Guerra Mundial.
- 1945 - Fundació de les Nacions Unides.
- Inici de la guerra freda.
- Independència de l'Índia i Pakistan (1947), Israel (1948) i Indonèsia (1949).
- 1949 - Fundació de l'OTAN.

## Personatges destacats
- Winston Churchill
- Clement Attlee
- Franklin D. Roosevelt
- Harry S. Truman
- Ióssif Stalin
- Juan Domingo Perón
- Charles de Gaulle
- Philippe Pétain
- Adolf Hitler
- Benito Mussolini
- Francisco Franco
- Mao Zedong
- Hirohito